# N-100
La  N-100  era una carretera nacional española, que unía Madrid con el Aeropuerto de Madrid-Barajas
El tramo entre la calle O'Donnell de Madrid y la  M-40  ha sido renombrado como  M-23 . El siguiente tramo es compartido con la propia  M-40 . El tramo entre la  M-40 ,  A-2  y las terminales 1, 2 y 3 ha sido renombrado como  M-14 .
- Datos: Q6036612